# Hermann Becht
Hermann Becht (Karlsruhe, 19 maart 1939 - Marxzell, 12 februari 2009) was een bekend Duits operazanger. De bariton Becht was lid van het ensemble van de Deutschen Oper am Rhein in Düsseldorf en gaf vele gastoptredens, onder meer op de Salzburger en de Bayreuther Festspiele. In de jaren 1980 trad Becht ook op bij het Badischen Staatstheater en bij de Ettlinger Schlossfestspielen. Hij gaf ook korte tijd les aan het conservatorium van Karlsruhe. Becht stierf onverwacht in februari 2009.

## Discografie (selectie)
- 1988: Strauss: Graf Lamoral in Arabella (Orfeo)
- 1995:Wagner: Alberich in Der Ring des Nibelungen (Philips)
- 2002: Schreker: Graf Vitelozzo Tamare in Die Gezeichneten (Orfeo)

## Onderscheidingen
- 1992: Benoeming tot Kammersänger
- 1984: Gouden Grammy
- 1999: Bundesverdienstkreuz am Bande